# Кадин ди Сопра (Белуно)
Кадин ди Сопра (итал. Cadin di Sopra) је насеље у Италији у округу Белуно, региону Венето.
Према процени из 2011. у насељу је живело 13 становника. Насеље се налази на надморској висини од 1310 м.